# Mi-août en Bretagne
La Mi-août en Bretagne era una competició ciclista per etapes que es disputava per les carreteres de Bretanya. La cursa es creà el 1961 amb el nom de Mi-août bretonne, nom que conservà fins al 2009. Els professionals van participar per primer cop el 1984. El 2008 va adoptar el format per etapes, rellevant el tradicional divisió en diferents Premis. El 2009 va entrar al calendari de l'UCI Europa Tour amb categoria 2.2. El 2012 es va disputar la seva última edició.

## Palmarès
| Any                 | Vencedor            | Segon               | Tercer               |
| ------------------- | ------------------- | ------------------- | -------------------- |
| Mi-août bretonne    |                     |                     |                      |
| 1961                | Fernand Picot       | François Le Bihan   | André Ruffet         |
| 1962                | Jean Gainche        | Henry Anglade       | Pierre Ruby          |
| 1963                | Jean Bourlès        | Jean Gainche        | Georges Groussard    |
| 1979                | Philippe Dalibard   |                     |                      |
| 1980                | Philippe Dalibard   |                     |                      |
| 1986                | Philippe Dalibard   | Christian Seznec    | Michal Ragot         |
| 1987                | Philippe Dalibard   | Dominique Le Bon    | Martinez             |
| 1988                | Philippe Dalibard   | René Bittinger      | Dominique Le Bon     |
| 1989                | Philippe Dalibard   | Félix Urbain        | Pascal Churin        |
| 1991                | Linas Knistautas    | Swiniarski          | Naglis Cipliauskas   |
| 1992                | François Simon      | Franck Morelle      | Dominique Le Bon     |
| 1993                | Jonas Romanovas     | Remigius Lupeikis   | Artūras Kasputis     |
| 1995                | Nicolas Jalabert    | Christophe Rinero   | Jacques Bogdaski     |
| 1996                | David Delrieu       | Vincent Cali        | Cezary Zamana        |
| 1997                | Anthony Morin       | Cédric Dedoncker    | Christopher Horner   |
| 1998                | Jean-Michel Tessier | Jean-Philippe Yon   | Cyrille Prise        |
| 1999                | Stéphan Ravaleu     | Cees Jeurissen      | Guillaume Auger      |
| 2000                | Jamie Drew          | Frédéric Gabriel    | Samuel Plouhinec     |
| 2001                | Lilian Jégou        | Shinichi Fukushima  | Stéphane Aurous      |
| 2002                | Lilian Jégou        | Frédéric Finot      | Simone Mori          |
| 2003                | Mickaël Buffaz      | Francesco Cipoletta | Yann Pivois          |
| 2004                | Stéphane Conan      | David Le Lay        | Stéphane Pétilleau   |
| 2005                | Frédéric Lubach     | Sébastien Duret     | Mickaël Leveau       |
| 2006                | Stephan Kushlev     | Jonathan Dayus      | Joel Pearson         |
| 2007                | Christopher Froome  | Franck Charrier     | Sébastien Harbonnier |
| 2008                | Piotr Zieliński     | Frédéric Lubach     | Guillaume Malle      |
| 2009                | Frederik Wilmann    | Kévin Lalouette     | Julien Bérard        |
| Mi-août en Bretagne |                     |                     |                      |
| 2010                | Jean-Luc Delpech    | Kévin Lalouette     | Kristian House       |
| 2011                | Mark McNally        | Stian Remme         | Gilles Devillers     |
| 2012                | David Veilleux      | Christer Rake       | Alexandre Blain      |

## Palmarès dels premis
|      | Premi d'Armorique | Premi Xavier Louarn | Premi du Calvaire  | Premi d'Armor    | Premi des Moissons | Premi de la Mi-août | Premi des blés d'or | Premi des falaises | Premi du Léon      |
| 1997 | Andreas Beikirch  | Cyril Saugrain      | Anthony Morin      | Anthony Morin    | Emmanuel Magnien   | Frankie Andreu      | Ole Simensen        | Michel Lallouet    |                    |
| 1998 |                   |                     | Christophe Capelle | Hans De Meester  |                    |                     | Frédéric Bessy      | Vincent Cali       |                    |
| 1999 | Saulius Ruškys    |                     | Jérôme Bonnace     | Stéphan Ravaleu  | Michel Lallouet    |                     | Anthony Morin       | Thor Hushovd       | Thor Hushovd       |
| 2000 | Steve Zampieri    | Damien Nazon        |                    | Marc Vanacker    |                    |                     | Baden Cooke         |                    | Jean-Cyril Robin   |
| 2001 | Gilles Canouet    | Stéphane Pétilleau  |                    |                  |                    |                     | Guillaume Judas     |                    | Alexei Sivakov     |
| 2002 | Samuel Dumoulin   |                     |                    | Nicolas Liboreau |                    | Simone Mori         | Yuriy Krivtsov      |                    | Frédéric Finot     |
| 2003 | Yasutaka Tashiro  |                     |                    |                  | Mickaël Buffaz     |                     | Christophe Guillome |                    | Yannick Talabardon |
| 2004 | Stéphane Conan    |                     |                    |                  | Yann Pivois        | Nicholas White      | Yannick Talabardon  |                    |                    |
| 2005 | Charles Guilbert  |                     |                    |                  |                    | Charles Guilbert    |                     | Frédéric Delalande |                    |
| 2006 | Pierre Rolland    |                     |                    |                  |                    | Christophe Diguet   | Fabien Bacquet      |                    | Stephan Kushlev    |
| 2007 | Yoann Offredo     |                     |                    |                  |                    | Erwan Brenterch     | Kévin Lalouette     |                    | Franck Charrier    |